# 泰塞
泰塞（法語：Thésée，法語發音：[teze] ⓘ）是法国卢瓦-谢尔省的一个市镇，属于罗莫朗坦-朗特奈区。

## 地理
泰塞（47°19'34"N, 1°18'14"E）面积17.61 平方千米，位于法国中央-卢瓦尔河谷大区卢瓦-谢尔省，该省份为法国中北部省份，北起厄尔-卢瓦省，东北接卢瓦雷省，东南接谢尔省，南至安德尔省，西南接安德尔-卢瓦尔省，西北接萨尔特省。
与泰塞接壤的市镇（或旧市镇、城区）包括：舒西、谢尔河畔马勒伊、谢尔河畔蒙图、普耶、谢尔河畔圣罗曼。
泰塞的时区为UTC+01:00、UTC+02:00（夏令时）。

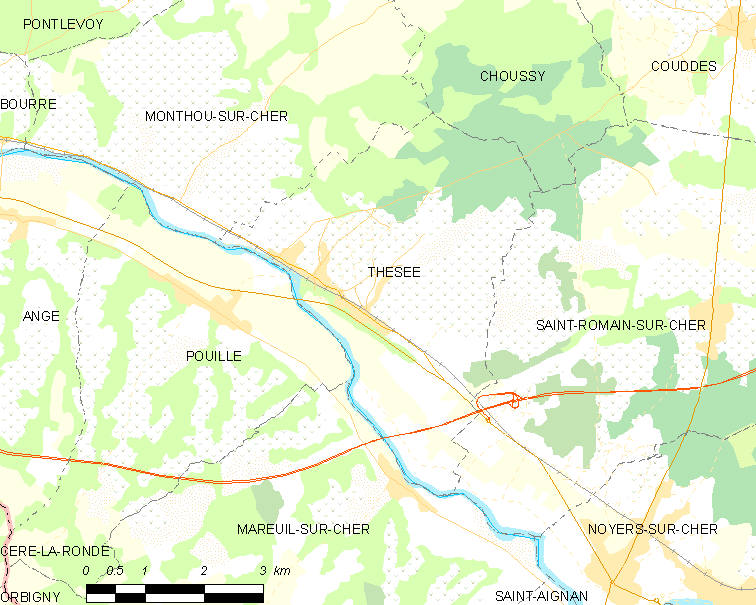
泰塞的OSM定位图

## 行政
泰塞的邮政编码为41140，INSEE市镇编码为41258。

## 政治
泰塞所属的省级选区为圣艾尼昂县。

## 人口

1962-2008年间泰塞人口变化图示

泰塞于2022年1月1日时的人口数量为1171人。